# جدول (معلومات)

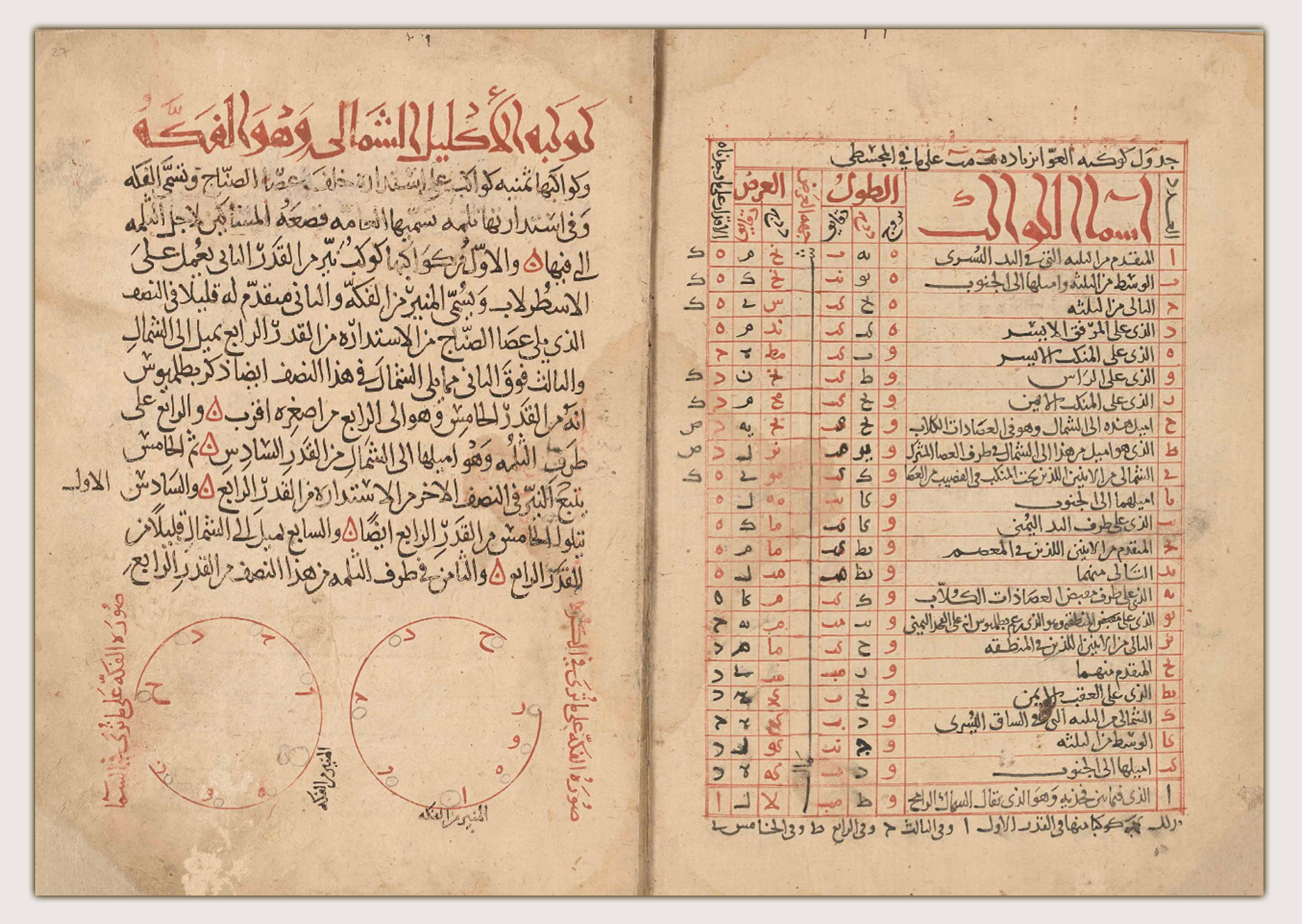
جدول بيانات كواكب من مخطوطة فلكية من العراق - تأليف عبد الرحمن الصوفي (القرن الرابع الهجري)

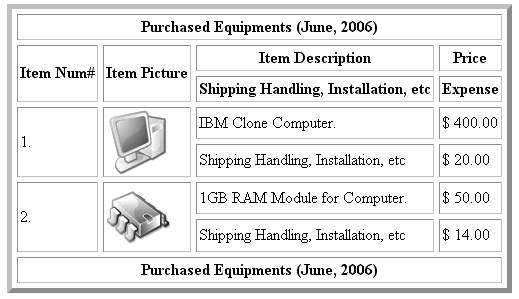
جدول بسيط بُرمج بمعيار الـ«إتش تي إم إل» كما يبدو في متصفح إنترنت.

الجدول أحد أساليب تنسيق البيانات، وتنسقهم في صفوف وعواميد. وينتشر استعمال الجداول في كافة مجالات الأبحاث والعلوم ولكنه يكتسب أهمية خاصة في مجالات الحوسبة (طالع جدول (قاعدة بيانات)) كما نجد الجداول في الإعلام المطبوع والمرئي، والملاحظات والفواتير، واللافتات المرورية، وغيرها من الأماكن. تتفاوت الأعراف الحاكمة والمصطلحات الشائعة لوصف الجداول حسب السياق. كما أن الجداول قد تختلف إلى درجة كبيرة في نوعها وهيكلها ومرونتها وترميزها وشكلها واستعمالها.